# Province de Matera
La province de Matera est une province italienne située dans la région de la Basilicate. Son chef-lieu est Matera.

## Géographie

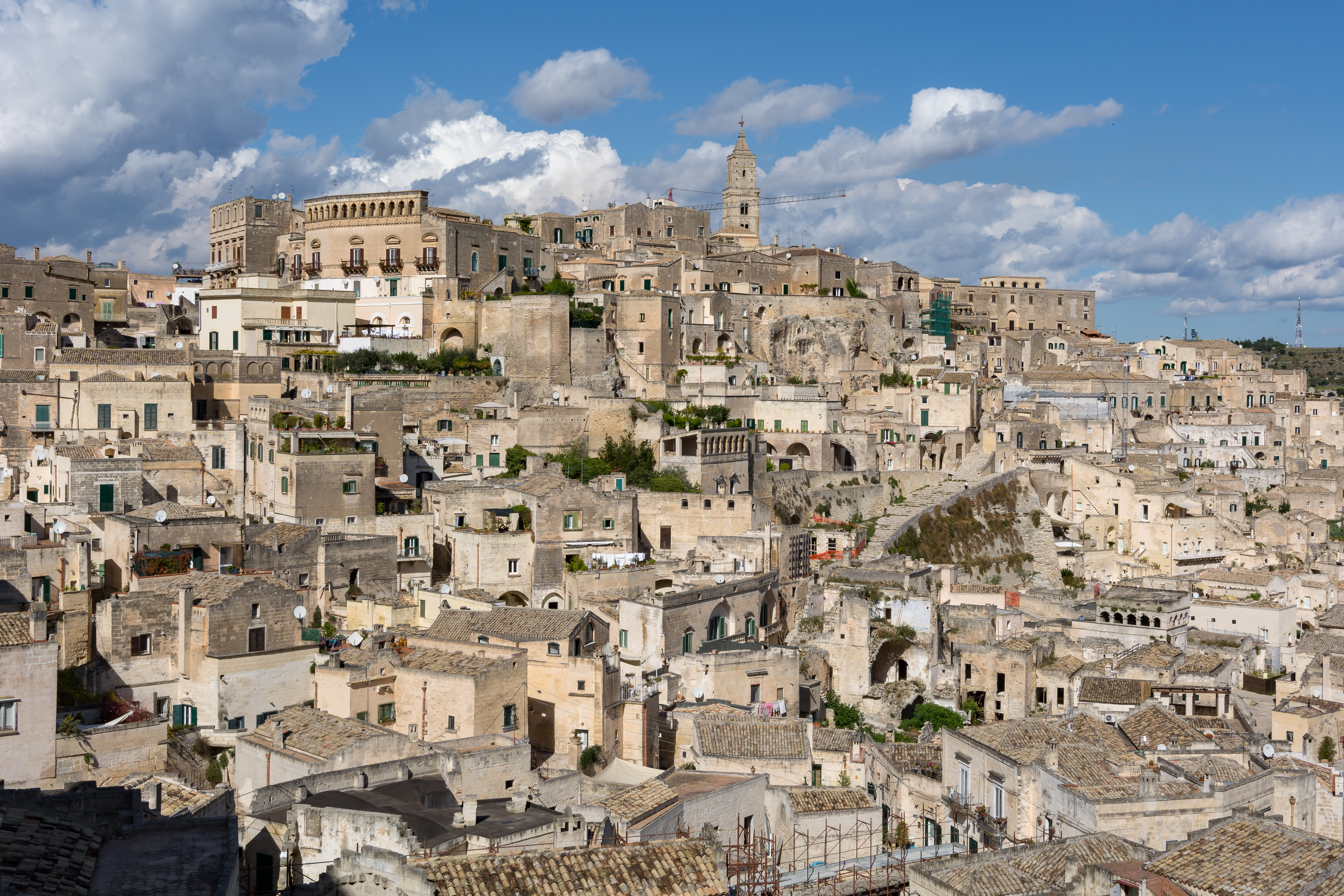
Les sassi de Matera.
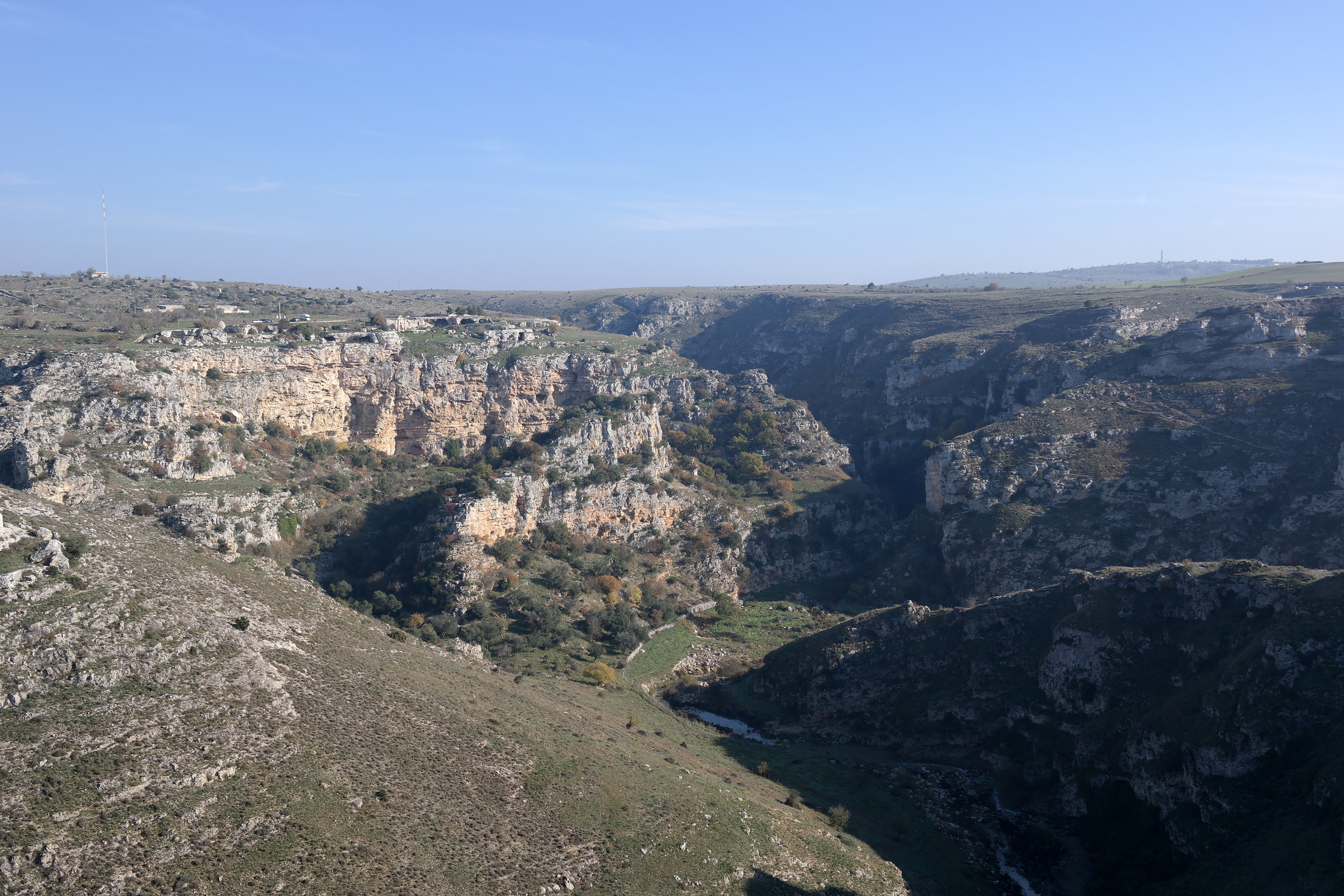
Vue des gravine di Matera.
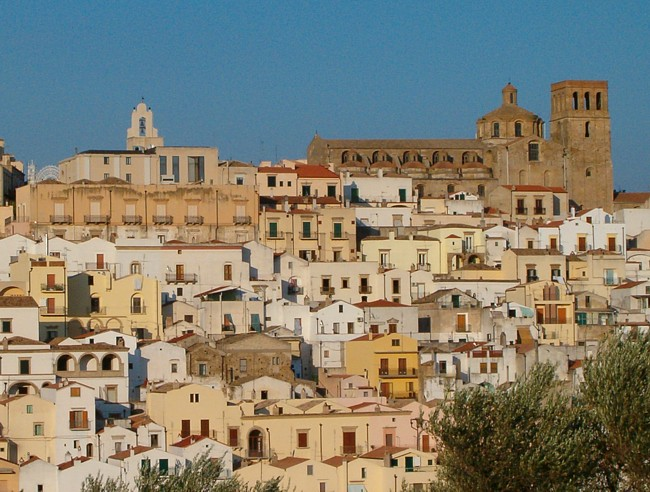
Ferrandina.
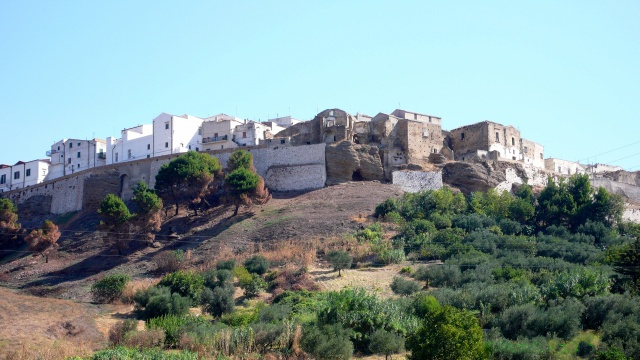
Irsina.
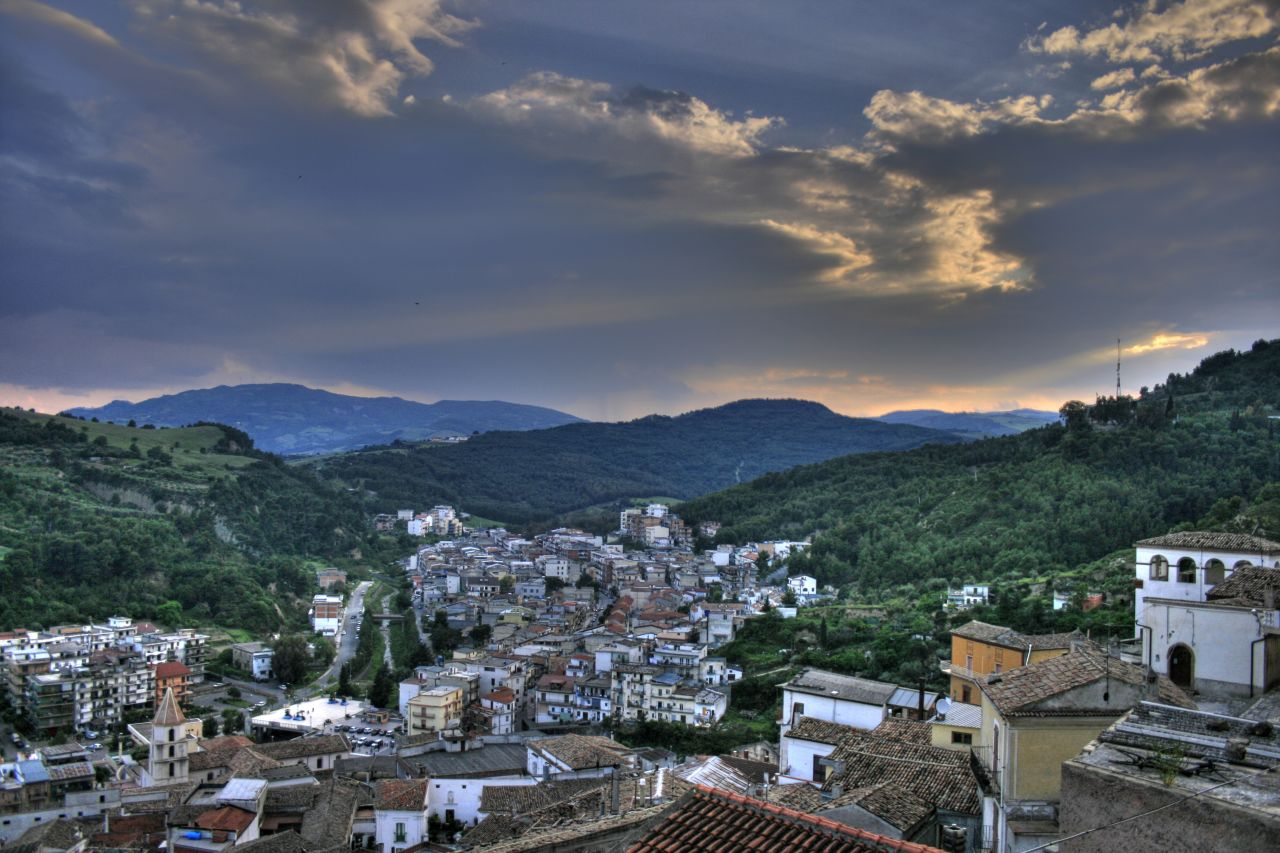
Tursi.